# Riberos de la Cueza
Riberos de la Cueza is een gemeente in de Spaanse provincie Palencia in de regio Castilië en León met een oppervlakte van 19,79 km². Riberos de la Cueza telt 57 inwoners (1 januari 2016).

## Demografische ontwikkeling
Bron: INE, 1857-2011: volkstellingen